# Basacallis tarachodes
Basacallis tarachodes är en fjärilsart som beskrevs av Dyar 1914. Basacallis tarachodes ingår i släktet Basacallis och familjen mott. Inga underarter finns listade i Catalogue of Life.